# Locketiella
Locketiella là một chi nhện trong họ Linyphiidae.